# Afrika Bambaataa
Afrika Bambaataa, właściwie Lance Taylor, znany również jako Kevin Donovan (ur. 17 kwietnia 1957 w Nowym Jorku) – amerykański muzyk, wokalista i kompozytor.
Uważany za jednego z pionierów hip-hopu. Określano go mianem Master of Records, od jego pasji – kolekcjonował płyty. Nazywany także „ojcem electro funku”. Jego pseudonim pochodzi od imienia XIX-wiecznego wodza zuluskiego.
Wierzył, że hip-hop pomoże zażegnać konflikty między gangami i czuł się za to odpowiedzialny, jako że sam był liderem jednego z nowojorskich gangów – The Black Spades, toteż znał dobrze realia tego stylu życia. W swojej muzyce łączył wpływy klasyków rhythm and bluesa i funky (James Brown, Parliament) czy Funkadelic oraz elektronicznego popu (m.in. Kraftwerk).
Wywarł znaczny wpływ na twórczość zespołów, takich jak Run-D.M.C. i Public Enemy.

## Życiorys
Dorastał na Bronksie w Nowym Jorku, wraz z matką i wujkiem. Inspiracje upatrywał w DJ-u Kool Hercu. W latach 70. pracował jako dyskdżokej w jednym z klubów na Bronksie. Własna muzykę zaczął tworzyć na początku lat 80. Nagrał wtedy kilka maxi-singli jako Afrika Bambaataa and the Jazzy Five (Jazzy Sensation) oraz Afrika Bambaataa and Soulsonic Force (Planet Rock, Looking for the Perfect Beat oraz Renegades of Funk). W 1984 nawiązał współpracę z innymi wykonawcami: z Jamesem Brownem (minialbum pt. Unity), Billem Laswellem i Michaelem Beinhornem (album Funk Theology) i Johnem Lydonem (minialbum World Destruction). W 1986 wydał album Planet Rock — The Album z tytułowym utworem, który stał się jego pierwszym i największym przebojem. Piosenka, będąca połączeniem rapowania z elektronicznym brzmieniem, przyczyniła się do rozwoju i powstania stylu tańca ulicznego zwanego electro boogie. W tym samym roku wydał jeszcze jeden album – Beware (The Funk Is Everywhere), który był chwalony przez krytyków. W 1988 wydał płytę pt. The Light, który zebrał chłodniejsze recenzje. Był członkiem zespołów Time Zone i Native Tongues Posse. 
Zorganizował pierwszą w historii hip-hopu trasę koncertową wraz z grupą tancerzy, różnymi artystami i DJ-ami na terenie Stanów Zjednoczonych.

## Dyskografia
Źródło.

### Albumy
| Rok  | Album                                                    | Wydawca             |
| ---- | -------------------------------------------------------- | ------------------- |
| 1983 | Death Mix                                                | Paul Winley Records |
| 1985 | Sun City                                                 | EMI                 |
| 1986 | Planet Rock: The Album                                   | Tommy Boy Records   |
| 1986 | Beware (The Funk Is Everywhere)                          | Tommy Boy Records   |
| 1987 | Death Mix Throwdown                                      | Blatant             |
| 1988 | The Light                                                | EMI America Records |
| 1991 | The Decade of Darkness 1990-2000                         | EMI Records USA     |
| 1992 | Don't Stop... Planet Rock (The Remix EP)                 | Tommy Boy Records   |
| 1996 | Jazzin (album Khayan)                                    | ZYX Music           |
| 1996 | Lost Generation                                          | Hottie              |
| 1996 | Warlocks and Witches, Computer Chips, Microchips and You | Profile Records     |
| 1997 | Zulu Groove (kompilacja)                                 | Hudson Vandam       |
| 1999 | Electro Funk Breakdown                                   | DMC                 |
| 1999 | Return to Planet Rock                                    | Berger Music        |
| 2000 | Hydraulic Funk                                           | Strictly Hype       |
| 2000 | Theme of the United Nations w/ DJ Yutaka                 | Avex Trax           |
| 2003 | Electro Funk Breakdown (kompilacja)                      | DMX                 |
| 2003 | Looking for the Perfect Beat: 1980-1985 (kompilacja)     | Tommy Boy Records   |
| 2004 | Dark Matter Moving at the Speed of Light                 | Tommy Boy Records   |
| 2005 | Metal                                                    | Tommy Boy Records   |
| 2005 | Metal Remixes                                            | Tommy Boy Records   |
| 2006 | Death Mix "2"                                            | Paul Winley Records |

### Single
| Rok  | Tytuł                                         | Wydawca                 |
| ---- | --------------------------------------------- | ----------------------- |
| 1980 | "Zulu Nation Throwdown"                       | Winley Records          |
| 1981 | "Jazzy Sensation"                             | Tommy Boy Entertainment |
| 1982 | "Planet Rock"                                 | Tommy Boy Entertainment |
| 1982 | "Looking for the Perfect Beat"                | Tommy Boy Entertainment |
| 1983 | "Renegades of Funk"                           | Tommy Boy Entertainment |
| 1983 | "Wildstyle"                                   | Celluloid Records       |
| 1984 | "Unity" (z James Brown)                       | Tommy Boy Records       |
| 1984 | "World Destruction"                           | Atlantic Records        |
| 1986 | "Bambaataa's Theme"                           | Tommy Boy Records       |
| 1988 | "Reckless" (z UB40)                           | EMI                     |
| 1990 | "Just Get Up And Dance"                       | EMI                     |
| 1993 | "Zulu War Chant"                              | Profile Records         |
| 1993 | "What's the Name of this Nation?...Zulu"      | Profile Records         |
| 1993 | "Feeling Irie"                                | DFC                     |
| 1994 | "Pupunanny"                                   | DFC                     |
| 1994 | "Feel the Vibe" (z Khayan)                    | —                       |
| 1998 | "Agharta - The City of Shamballa" (z WestBam) | Low Spirit Recordings   |

## Nagrody
- Piosenka "Planet Rock" została umieszczona na liście 500 piosenek które ukształtowały rock utworzonej przez Rock and Roll Hall of Fame.

| Single na listach Billboardu | Single na listach Billboardu   | Single na listach Billboardu       | Single na listach Billboardu |
| Rok                          | Piosenka                       | Lista                              | Pozycja                      |
| ---------------------------- | ------------------------------ | ---------------------------------- | ---------------------------- |
| 1982                         | Planet Rock                    | Black Singles                      | 4                            |
| 1982                         | Planet Rock                    | Pop Singles                        | 48                           |
| 1983                         | Looking For The Perfect Beat   | Black Singles                      | 36                           |
| 1983                         | Looking For The Perfect Beat   | Club Play Singles                  | 18                           |
| 1984                         | Renegades of Funk              | Hot Dance Music/Club Play          | 26                           |
| 1984                         | Unity, Pt. 1: The Third Coming | Hot R&B/Hip-Hop Singles & Tracks   | 87                           |
| 1986                         | Bambaataa's Theme              | Hot Dance Music/Club Play          | 25                           |
| 1986                         | Bambaataa's Theme              | Hot R&B/Hip-Hop Singles & Tracks   | 70                           |
| 1988                         | Reckless                       | Hot Dance Music/Club Play          | 35                           |
| 1991                         | Just Get up and Dance          | Hot Dance Music/Club Play          | 4                            |
| 1991                         | Just Get up and Dance          | Hot Dance Music/Maxi-Singles Sales | 8                            |
| 1992                         | Planet Rock                    | Hot Dance Music/Club Play          | 30                           |
| 1998                         | Looking for the Perfect Beat   | Hot Dance Music/Club Play          | 42                           |
| 1998                         | Looking for the Perfect Beat   | Hot Dance Music/Maxi-Singles Sales | 36                           |